# ソマリア暫定政府

ソマリア共和国暫定政府
Interim Government of the Somali Republic (英語)

国歌: Heesta calanka Soomaaliya（ソマリ語）
ソマリアの国歌

ソマリア暫定政府（ソマリアざんていせいふ、英語: Interim Government of Somalia）は、ソマリア民主共和国崩壊後に存在した、アリ・マフディ・ムハンマド率いる暫定政府である。

## 解説
アリは、1991年11月から1995年までいくつかの国から同政府大統領として承認されていた 。しかし、アリの実権はソマリア全域に及ぶことは無かった。南半分では他の派閥の指導者が、北部では事実上独立状態の国家の指導者がそれぞれ実権を握っており、ソマリアは分裂状態だった。
1992年から1996年まで繰り広げられた、アリとモハメッド・ファッラ・アイディードの影響力と資源を巡る競争を経て、1997年1月に政府は廃止された。